# Cosimo Di Lauro
Cosimo Di Lauro (Napoli, 8 dicembre 1973 – Opera, 13 giugno 2022) è stato un mafioso italiano, camorrista ed ex capo del clan Di Lauro di Napoli.
Cosimo, detto "Cosimino", fu riconosciuto dai giornalisti come il "principe reggente". Inoltre, grazie alla sua passione per gli abiti firmati, i cronisti inglesi gli attribuirono il soprannome di "The Designer Don".

## Biografia

### Prese le redini del Clan
Primogenito del boss Paolo Di Lauro detto Ciruzzo 'o Milionario, Cosimo prese il controllo del clan Di Lauro in assenza del padre latitante per reati di camorra.
Cosimo Di Lauro tentò di rivoluzionare l'organizzazione del clan Di Lauro, soprattutto nella gestione delle piazze di spaccio (il business più redditizio del clan). Il suo tentativo di sostituire i vertici dell'organizzazione con affiliati a lui più vicini, anche di età, e di passare dal pagamento a percentuale a quello a stipendio, arginando così l'autonomia dei gestori delle piazze di spaccio facendoli diventare dei semplici dipendenti, porterà a quella che diverrà nota come faida di Scampia.

### Faida di Scampia
Uno dei più importanti luogotenenti del padre, Raffaele Amato, contestò le nuove regole, fuggì in Spagna e organizzò una rivolta contro i suoi ex capi. A Scampia sono conosciuti come "gli spagnoli". La guerra iniziò dopo l'omicidio di Luigi Aliberti, a cui seguiranno per rappresaglia l'uccisione di due fedelissimi di Cosimo Di Lauro, il suo braccio destro Fulvio Montanino e Claudio Salerno il 28 ottobre 2004. Tre giorni dopo il loro funerale, la Polizia arrestò due uomini armati di mitra che stavano progettando una risposta all'agguato subito dai Di Lauro.
La conseguente guerra tra clan, nota come faida di Scampia, ha provocato oltre 60 omicidi tra il 2004 e il 2005. Le due bande si sono combattute con una brutalità tale che gli inquirenti definirono mai vista dai tempi della guerra degli anni '80 tra l'NCO di Raffaele Cutolo e la Nuova Famiglia di Carmine Alfieri e dei fratelli Nuvoletta. La faida causò una forte condanna dell'opinione pubblica e un'importante risonanza mediatica internazionale nei confronti della camorra che portò a una decisa repressione da parte delle autorità, con la cattura e l'incarcerazione di figure di alto rango della camorra, incluso suo padre.

### Arresto
Cosimo Di Lauro è stato arrestato il 21 gennaio 2005, nel quartiere denominato "Terzo Mondo" di Secondigliano, fortino della criminalità organizzata e in particolare della famiglia Di Lauro, dove abitanti del quartiere si rivoltarono contro le forze dell'ordine lanciando oggetti dai balconi cercando di evitare l'arresto di Di Lauro. Nel febbraio 2008, è stato condannato a 15 anni di carcere per associazione camorristica. Il 13 dicembre 2008 è stato nuovamente condannato all'ergastolo per aver ordinato l'omicidio di Gelsomina Verde, l'ex fidanzata di un camorrista rivale scissionista, Gennaro Notturno, il 21 novembre 2004.
Gelsomina è stata rapita, torturata e successivamente uccisa dai membri del clan Di Lauro, nel tentativo di farle rivelare dove si trovasse Notturno. Gli assassini hanno poi dato fuoco al suo corpo all'interno della sua auto, al fine di cancellare ogni traccia che avrebbe potuto collegarli all'assassinio.

### Morte
È morto il 13 giugno 2022 all'età di 48 anni, in grave stato di decadimento psicofisico, presso il carcere di Opera, dove era detenuto in regime di 41-bis.

## Nella cultura di massa
In Gomorra - La serie il personaggio di "Genny Savastano" è ispirato a Cosimo Di Lauro.